# 安全衛生技術試験協会
公益財団法人安全衛生技術試験協会（あんぜんえいせいぎじゅつしけんきょうかい）は、厚生労働大臣の指定を受け、労働安全衛生法に基づくボイラー技士、クレーン・デリック運転士、衛生管理者、潜水士等の免許試験などを実施している公益法人。1976年（昭和51年）4月1日設立。前身は財団法人作業環境測定士試験協会。厚生労働省所管。

## 概要
- 所在：東京都千代田区西神田三丁目8番1号 千代田ファーストビル 東館9階
- 代表理事理事長（常勤）：髙橋哲也（元・厚生労働省職業能力開発局海外協力課長）
- 常務理事・事務局長（常勤）：藤田弘孝（元・民間企業）

## 事業
- 労働安全コンサルタント試験委員会：労働安全コンサルタントの試験を行っている。
- 労働衛生コンサルタント試験委員会：労働衛生コンサルタントの試験を行っている。
- 作業環境測定士試験委員会：作業環境測定士の試験を行っている。
- 免許試験委員会：クレーン・デリック運転士、移動式クレーン運転士、揚貨装置運転士、発破技士、ボイラー技士、ボイラー溶接士、ボイラー整備士、潜水士、衛生管理者、高圧室内作業主任者、ガス溶接作業主任者、林業架線作業主任者、エックス線作業主任者、ガンマ線透過写真撮影作業主任者の試験を行っている。

## 安全衛生技術センター
前項（事業）に掲げた各免許試験は、安全衛生技術試験協会が、厚生労働省により全国7箇所へ設置されている安全衛生技術センターの運営者となり、定期的に実施している。なお、安全衛生技術センターの無い都道府県での出張試験、学校や矯正施設からの依頼による試験も行われている。令和6年（2024年）1月に東京試験場が開設され、同年4月に運用開始された。大阪試験場は令和7年（2025年）1月に開設され、同年4月に運用開始された。
- 北海道安全衛生技術センター（北海道恵庭市）
- 東北安全衛生技術センター（宮城県岩沼市）
- 関東安全衛生技術センター（千葉県市原市）
  - 関東安全衛生技術センター 東京試験場（東京都港区）
- 中部安全衛生技術センター（愛知県東海市）
- 近畿安全衛生技術センター（兵庫県加古川市）
  - 近畿安全衛生技術センター 大阪試験場（大阪府大阪市北区）
- 中国四国安全衛生技術センター（広島県福山市）
- 九州安全衛生技術センター（福岡県久留米市）